# Wubetu Abate
Wubetu Abate (amh. ውበቱ አባተ; ur. 20 sierpnia 1978) – etiopski trener piłkarski. Od 2020 jest selekcjonerem reprezentacji Etiopii.

## Kariera trenerska
Po zakończeniu kariery piłkarskiej Abate został trenerem. Prowadził takie kluby jak: Adama City FC, Dedebit FC, Ethiopian Coffee SC, sudański Al-Ahli Szandi, CBE SA, Fasil Kenema SC i Sebeta City FC.
W 2020 roku Abate został selekcjonerem reprezentacji Etiopii, z którą awansował na Puchar Narodów Afryki 2021. Etiopia zakończyła turniej na fazie grupowej.